# 颱風
颱風（英語：typhoon）是对发生于西北太平洋及南中國海地區的较强的热带气旋的一种稱呼；相對應地，发生于大西洋及東北太平洋的热带气旋稱為「颶風」，发生于孟加拉湾的称为“风暴”等。热带气旋底层中心附近最大平均风速要达到某个阈值才称作台风（较弱的热带气旋只称热带低压、热带扰动等）。不同氣象机构對该風速值有不同定義，世界氣象組織定为12级（即64節或32.7米/秒或118千米/时）。中国气象局过去只用“台风（级）”一词表示热带气旋的一个强度等级（12–13级，32.7–41.4m/s）而不指代热带气旋本身，但为便于公众气象服务，自2013年起将强度达8级（17.2m/s）以上的热带气旋直接称作“台风”（其中8–9级、10–11级的热带气旋，世界氣象組織分别称作熱帶風暴、強烈熱帶風暴）；“台风”自此既指达到热带风暴强度的热带气旋，又可表示一种强度等级。台灣和日本在日常称呼中，亦將近中心最大風速达到8级（34節或63公里/时）以上的熱帶氣旋稱為颱風。本条目所说的“台风”，指的是达到热带风暴等级（8级）的热带气旋。
国际上，世界气象组织规定，當发生于西北太平洋（具体来说，是指东经180度以西、赤道以北的太平洋洋面）或南海的熱帶氣旋達到熱帶風暴強度时，由日本氣象廳負責根据颱風委員會14個成員国家或地区提供的《台风命名表》對其进行編號命名；若生成于其他洋面的热带气旋移入西北太平洋洋面（一般只有东北太平洋的飓风），则只编号不命名（沿用该飓风原名）。这种热带气旋的国际编号及命名是唯一的。此外，一些气象部门有自己的编号或命名，如中国气象局也会按照同一标准对热带气旋进行编号，称“国内编号”，可能与“国际编号”不一致；菲律宾虽然作为台风委员会成员为台风命名表提供了名字，但菲律宾大气地球物理和天文服务管理局会在国内另给台风命名。
據夏威夷聯合颱風警報中心統計，1950年至2022年間西北太平洋及南海海域，平均每年有26.5個被命名的熱帶氣旋生成，其中平均每年有16.6個達到中心持續風速64節的颱風標準。出現最多颱風的月份是8月，其次是7月和9月。

## 名称由来
「颱風」一词被认为源自古漢語「風癡」，今吳語南支的溫州話、台州話仍稱“風癡”，而閩南語的「風癡」音變為「風颱」，傳入官話後語序顛倒為「颱風」。“癡”意指「長久」，古語有癡雨、癡雲、癡風。癡風最早出處為1124年徐兢《宣和奉使高麗圖經》，「海道之難甚矣...又惡三種險：曰癡風，曰黑風，曰海動。癡風之作，連日怒號不止，四方莫辨」。「風癡」在文獻中見於南宋《增脩互注禮部韻畧》，「颶風者，具四方之風也，永嘉人謂之風癡。」。「風颱」最早出處是1566年潮州戲文《荔鏡記》載「風台過了，今即會（回）南」。「颱風」在文獻中見於1688年《臺灣府志》。部份閩南語把「風癡」俗寫作「風篩」。
相比「風癡」，漢語對颱風更早的稱呼是「舊風」、「風舊」，舊在古語指「長久」。280年晉《三國志·吳書·陸凱傳》載「蒼梧、南海，歲有舊風瘴氣之害，風則折木，飛沙轉石」，廣東在20世紀各地方志均收粵語「打風舊」一語，1990年調查時廣東年輕人只知普通話颱風，不知舊風。另一說法「颶風」音近「舊風」，兩者實為一物，同音訛字。453年《南越志》載「熙安多颶風。颶者，具四方之風也；一曰懼風，言怖懼也。」約810年代《唐國史補》：「南海人言：海風四面而至，名曰颶風。颶風將至，則多虹蜺，名曰颶母。」唐《嶺表錄異》、《舊唐書》、《宋史》也有颶風用例。
各地對颱風的說法不同，1761年《重修潮州府志》收錄29種颱風的說法，包括回南風、落西風、蕩西風、奔龍、鐵風篩，1678年《廣東新語》亦收錄少量颶風的說法。清末較常用為「颶風」，1922年竺可楨主張以「颱風」對譯typhoon，並在他擔任中央研究院氣象研究所所長時獨尊「颱風」一語，令「颱風」成主流。
「颱風」又有源自希臘語的說法。1560年葡萄牙人费尔南·门德斯·平托《遠游記》介紹了明朝沿海的颱風，歐洲學者稱此源自阿拉伯语tūfān（意為「轉」），最終源自古希腊语tuphōn（象徵暴風的希臘神話人物堤丰）。此一說法為現代歐洲的詞典承襲，但若中文「颱風」源自歐洲或中東，中國古籍應有記載外國人稱風暴為颱風的記錄，然而沒有。

## 生成
台风发源于热带海面，由于温度高，大量海水被蒸发到空中，形成低气压中心。随着气压的变化和地球自身的运动，流入的空气也旋转起来，形成一个逆时针旋转（位於北半球）的空气漩涡，这就是热带气旋，称为热带扰动。只要气温不下降，海水温度也足够高，这个热带气旋就会越来越强大，最后形成台风。

### 生成动力
美国国家大气研究中心的科学家估计，一个热带气旋每天释放5×1019至2×1020焦耳的能量，比人类所有發電機加起来高200倍，或等于每20分钟引爆一颗1000万吨的核弹。
结构上来说，热带气旋是一个由云、風和雷暴组成的巨型的旋转系统，它的基本能量来源是在高空水汽冷凝时汽化热的释放。所以，热带气旋可以被视为由地球的自转和引力支持的一个巨型热力发动机，另一方面，热带气旋也可被看成一种特别的中尺度对流复合体（英語：Mesoscale Convective Complex），不断在广阔的暖湿气流来源上发展。因为当水冷凝时有一小部分释放出来的能量被转化为动能，水的冷凝是热带气旋附近高风速的原因。高风速和其导致的低气压令蒸发增加，继而使更多的水汽冷凝。大部分释放出的能量驱动上升气流，使风暴云层的高度上升，进一步加快冷凝。
热带气旋因此能够取得足够的能量自给自足，这是一个正回授的回圈，使得只要暖湿气流和较高的水温可以维持，越来越多的能量便会被热带气旋吸收。其他因素例如空气持续地不均衡分布也会给予热带气旋能量。地球的自转使热带气旋旋转并影响其路径，这就是科里奥利力的作用。综合以上叙述，使热带气旋形成的因素包括一个预先存在的天气扰动、高水温、湿润的空气和在高空中相对较低的风速。如果适合的环境持续，使热带气旋正反馈的机制藉著大量的能量吸收被启动，热带气旋就可能形成。
深层对流作为一种驱动力是热带气旋与其他气旋系统的主要分别，因为深层对流在热带气候地区中最强，所以热带气旋大多在热带地区生成。相对地，中纬度气旋的主要能量来源是大气中的已存在的水平温度梯度。如果热带气旋要维持强度，就必须留在温暖的海面上，使正反馈机制得以持续。因此，当热带气旋移入内陆，强度便会迅速减弱。

## 路徑

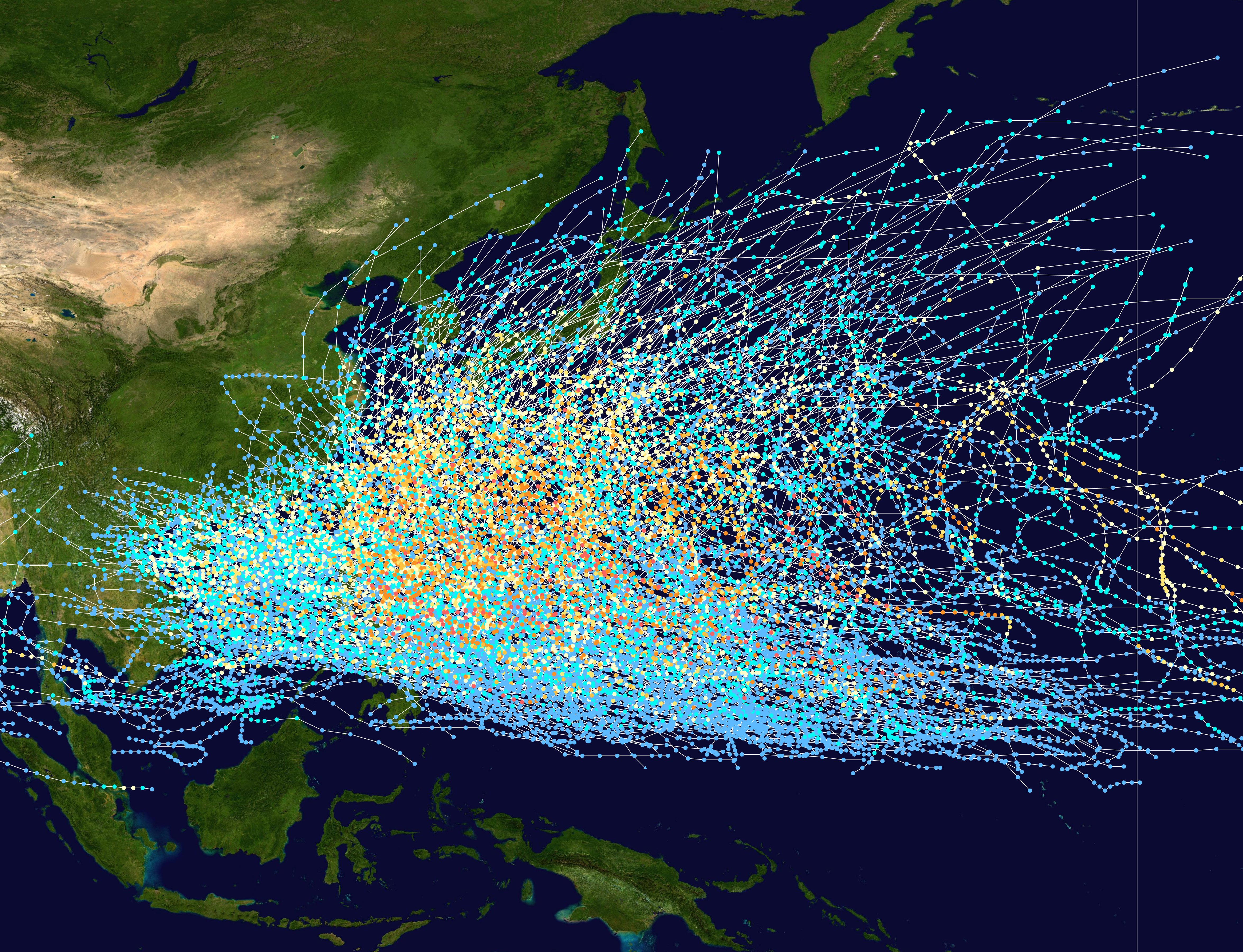
由1980年至2005年期間生成的所有西北太平洋熱帶氣旋路徑圖，右邊的直線是國際換日線

颱風的主要生成地區為菲律賓以東以至關島附近，甚至威克島，馬紹爾群島，密克羅尼西亞一帶的西北太平洋海域及南海，当中以南海生成的熱帶氣旋數量較少；但也有形成自東北太平洋或中北太平洋海域。太平洋上的熱帶氣旋基本上全年都會生成，西北太平洋，中北太平洋及東北太平洋以7至10月次數最為頻密，而11月至4月主要是澳洲，新西蘭，斐濟等南太平洋地區生成。熱帶氣旋生成的位置分佈與季節有關，在冬、春季較為偏南，夏天和初秋較為偏北。生成後的移動路徑主要受副熱帶高氣壓（副高）外圍氣流影響，所以副高的位置和範圍基本上決定了熱帶氣旋的路徑，其移動路徑大約可分為：

### 西進型
台风形成後，向西移動，並漸漸稍為偏北。於不同緯度生成的熱帶氣旋所經過的地區不一。緯度較低時會橫過菲律賓後進入南海，最後在廣東、廣西、海南、越南一帶登陸。緯度較高時可以經過巴士海峽，影響臺灣，然後在廣東、福建一帶登陸。由於冬、春兩季，副高位處較南，所以每年11月至5月的颱風生成緯度較低，路徑亦會偏南，一般只在北緯16度以南進入南海，最後在越南登陸，間中亦影響泰國，甚至進入孟加拉灣，例如2020年的熱帶風暴艾濤。

### 西北型
路徑和西进型接近，但向北分量增加。西北型颱風可以橫過臺灣島或穿越巴士海峽、之後在廣東及福建一帶沿岸登陸；亦可能經過琉球群島，在浙江、江蘇一帶沿海登陸。這種路徑的颱風多數出現於每年盛夏七至八月間，例如1996年的颱風賀伯、2021年的颱風煙花。

### 轉向型
熱帶氣旋形成後，先向西北偏西移動，至北緯15至30度附近轉向西北，最後轉向北和東北，成一拋物線。在11月至5月，多數轉向型熱帶氣旋在東經130度以東的太平洋上轉向北，較少登陸東亞陸地，主要影響太平洋上的島嶼。6月和10至11月的轉向型熱帶氣旋亦多數在海上轉向。7至8月的熱帶氣旋在較北、較西的地方轉向，途徑可以影響臺灣海峽北部和東海沿岸地區，轉向後可以影響朝鮮半島和日本等地，例如2018年的颱風康妮。

### 迷走型
部份熱帶氣旋因外圍引導氣流不明，或受其他天氣系統影響（如藤原效應或季候風），路徑出現打轉、停滯等，明顯的例子有：1986年的颱風韋恩、1991年的颱風耐特、2001年的颱風納莉、2016年颱風等等。

## 強度分級
世界氣象組織及日本氣象廳以颱風（蒲福風級12級）為熱帶氣旋的最高級別，但部份氣象部門會按需要而設立更高級別，如中國氣象局、澳門氣象局、香港天文台之強颱風、超強颱風，台灣中央氣象局之強烈颱風，夏威夷聯合颱風警報中心之超級颱風。

## 命名及編號
因為海洋上可能同時出現多個熱帶氣旋。在西北太平洋，几乎每两年都会出现一次3个热带气旋同时出现的“三旋共舞”现象。最高纪录是1960年8月23日，贝丝、卡门、黛拉、艾琳、费依等5个台风同时出现而形成的“五旋共舞”。由于当时这5个台风构成了一个类似倒置的奥运五环的形状且当年举办了罗马奥运会，这个现象也被称为“五环台风”。
美國軍方於關島上設置的聯合颱風警報中心（現已移至夏威夷），在二次大戰習慣對熱帶氣旋給予名字，方便識別。最初的名字全為女性，後來在1979年加入男性名字。從1947年至1999年，西北太平洋及南海區域的熱帶氣旋非正式地採用上述名字。
早在20世紀初至中期，中國及日本已自行為區內的熱帶氣旋編配一個4位數字編號，編號首2位為年份，後2位為該年順序號。例如0312，即2003年第12號熱帶氣旋。而美國海軍則為整個西北太平洋內的熱帶氣旋編配一個兩位數字編號，之後並改成兩位元數字加上英文字母。
為減少混亂，日本在1981年獲委託為每個西北太平洋及南海區域內的達到熱帶風暴強度的熱帶氣旋編配一個國際編號，但容許其他地區繼續自行給予編號。自此，在大部分國際發佈中，發佈機構會把國際編號放在括號內（JTWC除外）。但是，各氣象機構有時對熱帶氣旋的編號會有差別，主要是因為其對熱帶氣旋強度的評估有所不同。例如在2006年太平洋颱風季，中國氣象局曾對一個未被日本氣象廳命名的風暴（中國氣象局的0614）編號，因此在餘下的風季，前者的編號都比後者的多出一個。
1997年在香港舉行的颱風委員會第30次會議決定，由2000年開始，西北太平洋的熱帶氣旋命名表由世界氣象組織颱風委員會（英語：WMO Typhoon Committee）制訂，共有五份命名表，分別由14個成員各提供兩個名字組成，名字會以提供方的英文名順序使用。不同於大西洋及東北太平洋，循環使用（即用完140個後名稱，回到第一個重新開始）。日本氣象廳會同時根據這一套新名單為這些熱帶氣旋命名。這些名字及編號除了用於為國際航空及航海界發放的預測和警報外，亦是向國際媒體發放熱帶氣旋消息時採用的規範名稱。
同屬颱風委員會成员，中國氣象局、香港天文臺及澳門氣象局使用三家商議一致的中文譯名。臺灣不是颱風委員會成员，使用另行翻譯的中文译名；也並非世界氣象組織颱風委員會的委員，無法提供颱風名稱，亦無法提出除名要求。
當熱帶氣旋對某地區造成嚴重破壞，其可要求將其除名。原來的起名方會再提一個名字作替補。例如香港曾於2005年及2023年舉辦「颱風名字徵集活動」，由市民提名，再選出若干優勝名字，提交至世界氣象組織以最終選出其中一個名字。
菲律賓大氣地球物理和天文服務管理局未必會使用世界氣象組織的颱風命名，例如2020年造成重大破壞的颱風莫拉菲，在菲律賓的名字為「坤塔」（Quinta）。但菲律賓的除名方案和世界氣象組織一樣，如果造成嚴重傷亡則將被除名。

### 颱風命名中英對照表
| 提供方       | 颱風名稱中英標準翻譯對照表 （與陆港澳统一譯名不一致的臺灣譯名以括號標出） | 颱風名稱中英標準翻譯對照表 （與陆港澳统一譯名不一致的臺灣譯名以括號標出） | 颱風名稱中英標準翻譯對照表 （與陆港澳统一譯名不一致的臺灣譯名以括號標出） | 颱風名稱中英標準翻譯對照表 （與陆港澳统一譯名不一致的臺灣譯名以括號標出） | 颱風名稱中英標準翻譯對照表 （與陆港澳统一譯名不一致的臺灣譯名以括號標出） |
| ------------ | ------------------------------------------------------------------------- | ------------------------------------------------------------------------- | ------------------------------------------------------------------------- | ------------------------------------------------------------------------- | ------------------------------------------------------------------------- |
| 柬埔寨       | 達維（丹瑞） Damrey                                                       | 未定                                                                      | 娜基莉（娜克莉） Nakri                                                    | 科羅旺 Krovanh                                                            | 翠絲 Trases                                                               |
| 中國大陸     | 天馬 Tianma                                                               | 銀杏 Yinxing                                                              | 風神 Fengshen                                                             | 杜鵑 Dujuan                                                               | 木蘭 Mulan                                                                |
| 朝鮮         | 鴻雁 Kirogi                                                               | 未定                                                                      | 海鷗 Kalmaegi                                                             | 舒力基 Surigae                                                            | 米雷 Meari                                                                |
| 香港         | 鴛鴦 Yun-yeung                                                            | 未定                                                                      | 鳳凰 Fung-wong                                                            | 彩雲 Choi-wan                                                             | 青馬 Tsing-ma                                                             |
| 日本         | 小犬 Koinu                                                                | 未定                                                                      | 天琴 Koto                                                                 | 小熊 Koguma                                                               | 蝎虎 Tokage                                                               |
| 寮國         | 布拉萬 Bolaven                                                            | 帕布 Pabuk                                                                | 洛鞍 Nokaen                                                               | 薔琵 Champi                                                               | 坡鹿 Ong-mang                                                             |
| 澳門         | 三巴 Sanba                                                                | 蝴蝶 Wutip                                                                | 西望洋 Penha                                                              | 煙花 In-Fa                                                                | 梅花 Muifa                                                                |
| 馬來西亞     | 杰拉華（鯉魚） Jelawat                                                    | 聖帕 Sepat                                                                | 鸚鵡 Nuri                                                                 | 查帕卡 Cempaka                                                            | 苗柏（莫柏） Merbok                                                       |
| 密克羅尼西亞 | 未定                                                                      | 木恩 Mun                                                                  | 森拉克（辛樂克） Sinlaku                                                  | 尼伯特 Nepartak                                                           | 南瑪都 Nanmadol                                                           |
| 菲律賓       | 馬力斯 Maliksi                                                            | 丹娜絲 Danas                                                              | 黑格比（哈格比） Hagupit                                                  | 盧碧 Lupit                                                                | 塔拉斯 Talas                                                              |
| 韓國         | 格美（凱米） Gaemi                                                        | 百合 Nari                                                                 | 薔薇（薔蜜） Jangmi                                                       | 銀河 Mirinae                                                              | 核桃 Hodu                                                                 |
| 泰國         | 派比安（巴比侖） Prapiroon                                                | 韋帕（薇帕） Wipha                                                        | 米克拉 Mekkhala                                                           | 妮妲 Nida                                                                 | 玫瑰（庫拉） Kulap                                                        |
| 美國         | 瑪莉亞 Maria                                                              | 范斯高 Francisco                                                          | 海高斯（無花果） Higos                                                    | 奧麥斯 Omais                                                              | 洛克 Roke                                                                 |
| 越南         | 山神 Son-Tinh                                                             | 竹節草 Co-May                                                             | 巴威 Bavi                                                                 | 浮蓮（布袋蓮） Luc-binh                                                   | 桑卡 Sonca                                                                |
| 柬埔寨       | 安比 Ampil                                                                | 羅莎（柯羅莎） Krosa                                                      | 美莎克（梅莎） Maysak                                                     | 燦都（璨樹） Chanthu                                                      | 納沙（尼莎） Nesat                                                        |
| 中國大陸     | 悟空 Wukong                                                               | 白鹿 Bailu                                                                | 海神 Haishen                                                              | 電母 Dianmu                                                               | 海棠 Haitang                                                              |
| 朝鮮         | 雲雀 Jongdari                                                             | 楊柳 Podul                                                                | 紅霞 Noul                                                                 | 蒲公英 Mindulle                                                           | 蜻蜓 Jamjari                                                              |
| 香港         | 珊 Shanshan                                                               | 玲 Lingling                                                               | 白海豚 Dolphin                                                            | 獅子山 Lionrock                                                           | 榕樹 Banyan                                                               |
| 日本         | 未定                                                                      | 劍魚 Kajiki                                                               | 鯨魚 Kujira                                                               | 道璣（時鐘） Tokei                                                        | 山貓 Yamaneko                                                             |
| 寮國         | 麗琵 Leepi                                                                | 藍湖 Nongfa                                                               | 燦鴻（昌鴻） Chan-hom                                                     | 南川（南修） Namtheun                                                     | 帕卡 Pakhar                                                               |
| 澳門         | 貝碧嘉（貝碧佳） Bebinca                                                  | 琵琶 Peipah                                                               | 琵鷺 Peilou                                                               | 瑪瑙 Malou                                                                | 珊瑚 Sanvu                                                                |
| 馬來西亞     | 普拉桑（葡萄桑） Pulasan                                                  | 塔巴 Tapah                                                                | 浪卡（南卡） Nangka                                                       | 妮亞圖 Nyatoh                                                             | 瑪娃 Mawar                                                                |
| 密克羅尼西亞 | 蘇力 Soulik                                                               | 米娜（米塔） Mitag                                                        | 沙德爾 Saudel                                                             | 沙布爾 Sarbul                                                             | 古超（谷超） Guchol                                                       |
| 菲律賓       | 西馬侖（西馬隆） Cimaron                                                  | 樺加沙 Ragasa                                                             | 紫檀 Narra                                                                | 阿穆丘 Amuyao                                                             | 泰利 Talim                                                                |
| 韓國         | 未定                                                                      | 浣熊 Neoguri                                                              | 簡拉維 Gaenari                                                            | 古莎莉 Gosari                                                             | 布里（大麥） Bori                                                         |
| 泰國         | 未定                                                                      | 博羅依 Bualoi                                                             | 艾莎尼（閃電） Atsani                                                     | 暹芭（芙蓉） Chaba                                                        | 卡努 Khanun                                                               |
| 美國         | 百里嘉 Barijat                                                            | 麥德姆 Matmo                                                              | 艾濤（艾陶） Etau                                                         | 艾利 Aere                                                                 | 蘭恩 Lan                                                                  |
| 越南         | 未定                                                                      | 夏浪（哈隆） Halong                                                       | 班朗 Bang-Lang                                                            | 桑達 Songda                                                               | 海星 Saobien                                                              |

## 颱風預警
颱風預警是熱帶氣旋盛行地區，於風暴可能侵襲期間，由各地專責機構發出的預告、警告。目的在於通知當地居民及民防組織，採取適當的預防措施，如加固房屋門窗、加強排水作為或預防性撤離。這些警告涉及警告範圍內可能遭受的災害，而不是單純重複熱帶氣旋的預測路徑及強度，對於保障生命及財產安全更為重要。

## 相關
- 熱帶氣旋
- 龍捲風
- 颶風

- 颶母

- 熱帶氣旋強度分析法
- 香港熱帶氣旋警告信號
- 澳門熱帶氣旋警告信號
- 中央氣象局颱風警報
- 蒲福風級

## 外部連結
- 臺灣颱風資訊中心全球資訊網 （页面存档备份，存于）
- 台灣颱風論壇 （页面存档备份，存于）
- 國際氣象組織 （页面存档备份，存于）
- 香港天文臺：西北太平洋及南海熱帶氣旋名字(2025) （页面存档备份，存于）

熱帶氣旋分級
- 西北太平洋熱帶氣旋移動之研究報告 （页面存档备份，存于）
- 熱帶氣旋字典 （页面存档备份，存于）
- 中国国家气象中心台风快讯